# Saint-Vrain (Essonne)
Saint-Vrain – miejscowość i gmina we Francji, w regionie Île-de-France, w departamencie Essonne.
Według danych na rok 1990 gminę zamieszkiwało 2307 osób, a gęstość zaludnienia wynosiła 199 osób/km² (wśród 1287 gmin regionu Île-de-France Saint-Vrain plasuje się na 454. miejscu pod względem liczby ludności, natomiast pod względem powierzchni na miejscu 298.).